# Fyens Stifts Kreditforening
Fyens Stifts Kreditforening (egentlig: Kreditforeningen af Grundejere i Fyens Stift) var en dansk kreditforening i Odense.

## Historie
Den var stiftet den 20. marts 1860 og blev 1. januar 1971 fusioneret ind i Forenede Kreditforeninger, som 1. april 1985 blev fusioneret ind i Nykredit.
Kreditforeningens seneste statuter var stadfæstet af Indenrigsministeriet den 9. december 1936 (med senere tillæg). Formålet var at yde uopsigelige lån i såvel by- som landejendomme i Fyens Stift.
Repræsentantskabet bestod af 21 medlemmer, der blev valgt af debitorerne distriktvis. Formand var i 1950 tømrermester H.J. Steffensen, Odense.
Den 31. marts 1949 var foreningens samlede udlån efter hovedstol 338.840.850 kr., restgæld 319.235.951 kr. 68 øre. Reserve- og administrationsfonden ejede 9.594.382 kr. 25 øre.

## Bygninger
I 1903 fik foreningen en bygning på hjørnet Slotsgade 14/Store Gråbrødrestræde tegnet af Emil Schwanenflügel i nationalromantisk stil. Den gamle bygning blev i 1937 blev overtaget af Grand Hotel.
Kreditforeningen havde fra 1936 adresse på Mageløs 2 i Odense, hvor Nykredit stadig har til huse. Bygningen blev opført i røde mursten og med kobbertag funkisstil ved arkitekt Knud Brücker.

## Direktion
Denne liste er ufuldstændig; hjælp gerne med at udfylde den.
- 1943-1966: Aage Jensen (1898-1972), adm.
- 1942-1958: Peder Hovendal (1888-1978), landbrugskyndig
- 1943-1955: Thorvald Folkmar (1884-1960)
- 1958-1970: H.L. Hansen (1918-1986), landbrugskyndig
- 1966-1970: Knud Andersen (1911-1983), adm., juridisk direktør siden 1955

-1943: August P. Herse